# Teatro Cervantes (Guanajuato)
El Teatro Cervantes de Guanajuato fue diseñado por el arquitecto José Luis Martínez Cossío, y se inauguró el 1 de septiembre de 1979. El teatro da cabida a todo tipo de propuestas escénicas: teatro experimental, ópera, música, danza, espectáculos infantiles, teatro guiñol, festivales, funciones de cine e incluso conferencias e informes de gobierno.
Este recinto cultural tiene capacidad para 442 personas.

## Origen
Originalmente el espacio albergó el Cine Colonial. Al contrario de teatros que fueron acondicionados para convertirse en cines, este era un antiguo cine que luego se convirtió en teatro. Su primer espectáculo fue un concierto de piano brindado por la maestra Guadalupe Parrondo.

## Ubicación
Se ubica en la Plaza Allende, en el centro de la ciudad colonial de Guanajuato. El espacio que ocupa hoy día la Plaza Allende era destinado para un beneficio de metales, luego fue construido el Cine Colonial que hoy es conocido como el Teatro Cervantes. Durante los años setenta, en la Plaza, frente al teatro, fueron colocadas dos esculturas que conmemoran a Don Quijote y Sancho Panza cabalgando en sus corceles.

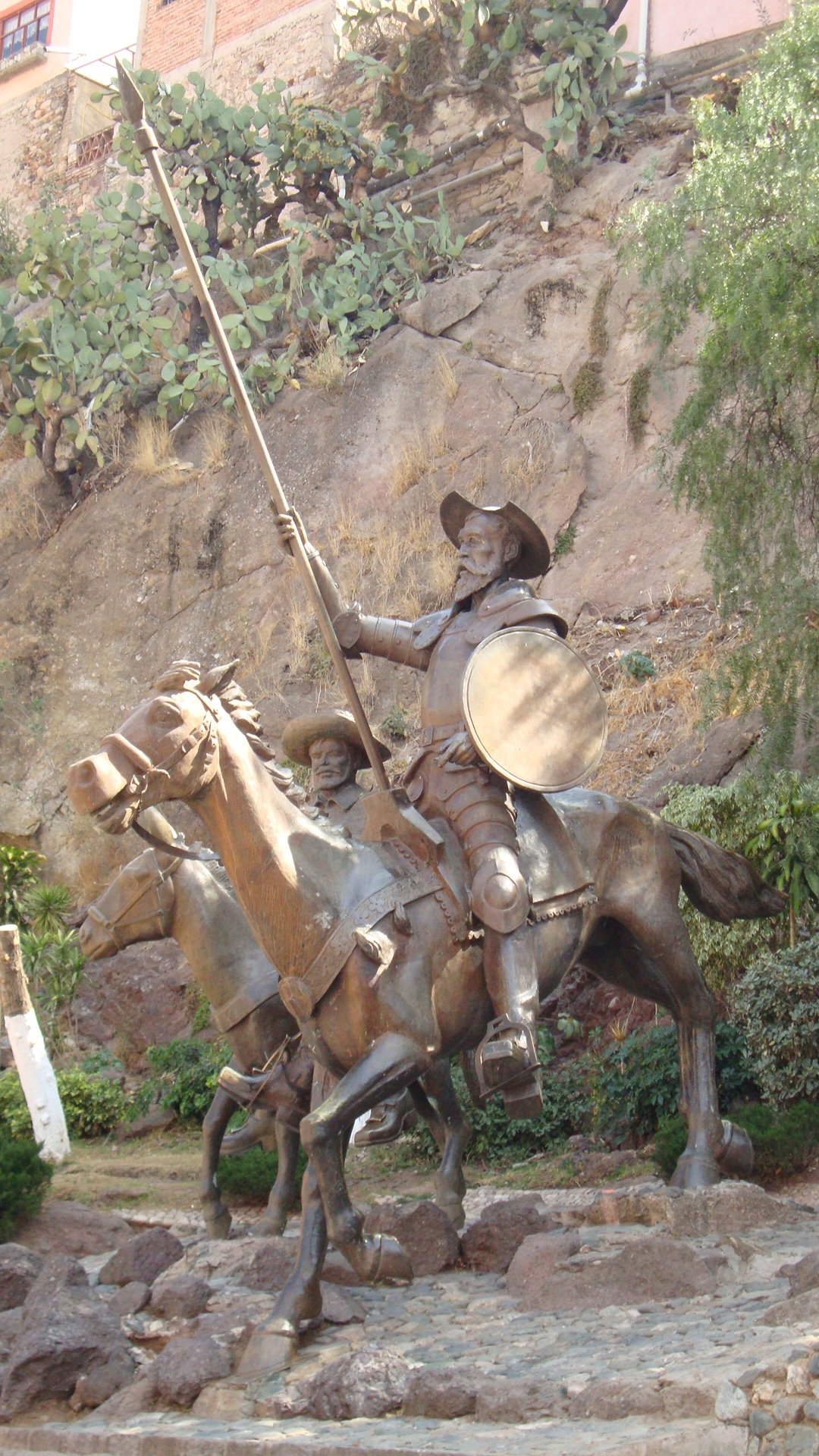
Monumento a Don Quijote y Sancho Panza.

## Espectáculos
Además de los eventos regulares, en este espacio se oficia el Festival Titerías y se llevan a cabo numerosos del Festival Internacional Cervantino.